# Porto Alegre (São Tomé und Príncipe)
Porto Alegre ist ein kleines Dorf ganz im Süden der Insel São Tomé im Caué-Distrikt in São Tomé und Príncipe. Das Dorf befindet sich etwa 40 Kilometer südwestlich der Hauptstadt São Tomé. Nach offiziellen Schätzungen hatte Porto Alegre im Jahre 2005 etwa 300 Einwohner.
In Porto Alegre befindet sich eine Schule, eine Kirche und ein Marktplatz. Viele Einheimische leben vom Tourismus, weshalb es in Porto Alegre viele Ferienhäuser und Freizeitangebote für Touristen gibt.